# Hamodes pendleburyi
Hamodes pendleburyi är en fjärilsart som beskrevs av Louis Beethoven Prout 1932. Hamodes pendleburyi ingår i släktet Hamodes och familjen nattflyn. Inga underarter finns listade i Catalogue of Life.

## Bildgalleri

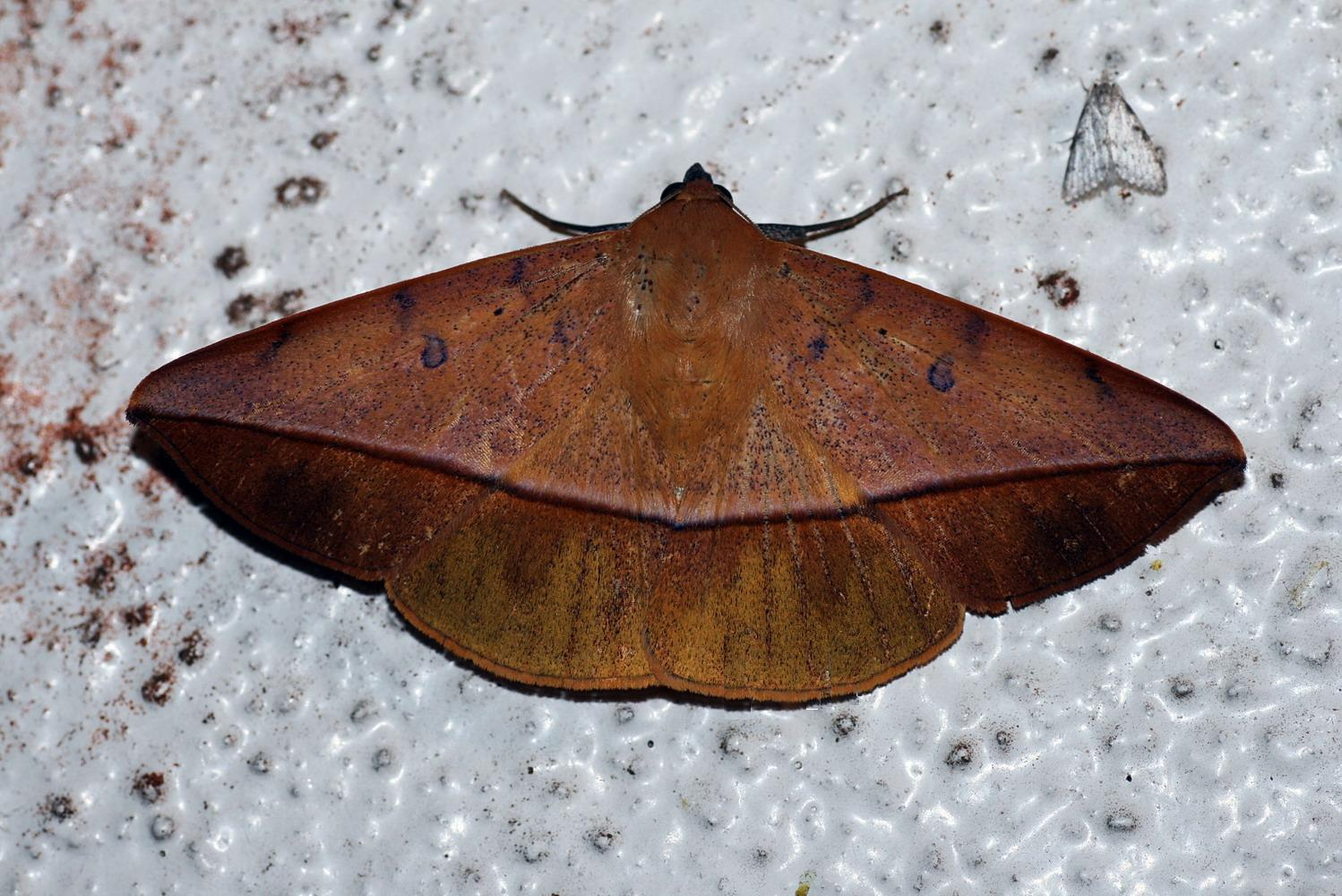